# Bukowe-Klęskowo
Bukowe-Klęskowo – osiedle administracyjne Szczecina, będące jednostką pomocniczą miasta. Położone na Prawobrzeżu, w południowo-wschodnim skraju miasta.
Według danych z 14 września 2014 w osiedlu na pobyt stały zameldowanych było 14 370 osób.

## Położenie
Na zachodzie Bukowe-Klęskowo graniczy z osiedlem Zdroje, na północy z osiedlami Słonecznym i Majowym, na wschodzie z Kijewem, a na południu z autostradą A6 i Wzgórzami Bukowymi (Szczeciński Park Krajobrazowy „Puszcza Bukowa”) oraz ul. Chłopską po początek dróg Górskiej i Dolinnej (0,5 km na południe od wiaduktu autostrady).

## Zabudowa

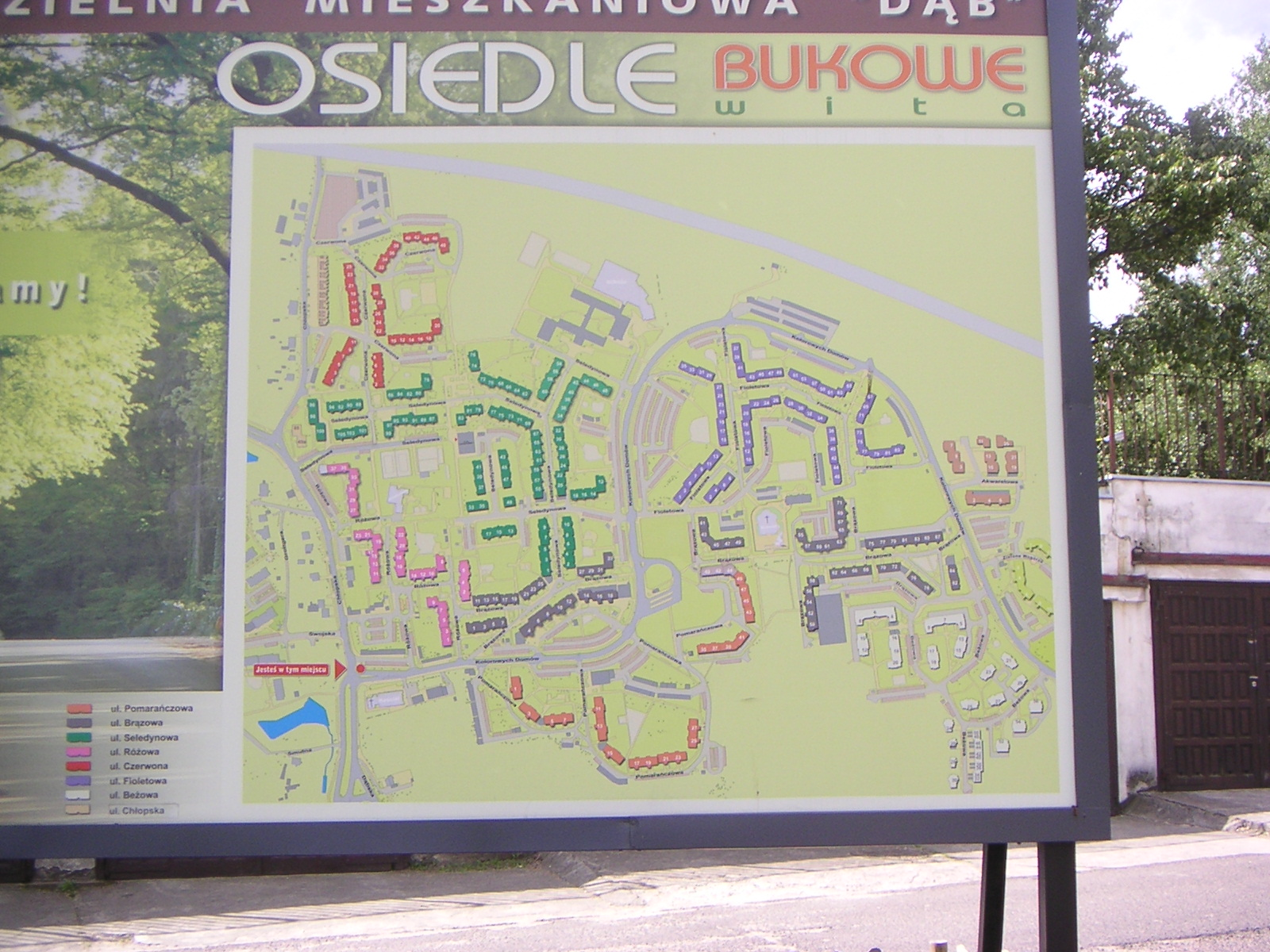
Plan Osiedla Bukowego

Na terenie jednostki wyróżnia się: Osiedle Bukowe, Osiedle Nad Rudzianką, oraz Klęskowo i Kijewko, jednak tylko dwie ostatnie jednostki zostały uwzględnione w Krajowym Rejestrze Urzędowego Podziału Terytorialnego Kraju. Osiedle jest otoczone zielenią, od południa Puszczą Bukową (stąd nazwa osiedla), a od północy z Parkiem Leśnym Klęskowo.
Osiedle powstało na gruntach dawnej wsi Klęskowo. Pierwsze mieszkania oddano do użytku w październiku 1984, osiedle jest nadal rozbudowywane.
Charakterystyczną cechą Osiedla Bukowego są nazwy ulic pochodzące od kolorów (Czerwona, Fioletowa, Seledynowa, Pomarańczowa, Różowa, Beżowa, Brązowa). Głównymi ulicami są Chłopska i Kolorowych Domów, przy której znajduje się m.in. pętla autobusowa.
Na terenie osiedla znajdują się 2 placówki pocztowe.

## Samorząd
Rada Osiedla Bukowe-Klęskowo liczy 15 członków. W wyborach do rad osiedli 20 maja 2007 roku udział wzięło 266 głosujących, co stanowiło frekwencję na poziomie 2,40%. W wyborach do rady osiedla 13 kwietnia 2003 udział wzięło 464 głosujących, co stanowiło frekwencję 4,56%.
Samorząd osiedla Bukowe-Klęskowo został ustanowiony w 1990 roku.

## Komunikacja
Komunikację z innymi osiedlami zapewniają linie autobusowe: 54, 65, 66, 77, 79, 84, 97, pospieszna B i A oraz linie nocne 531, 532 i 534. Wzdłuż południowego skraju osiedla prowadzi autostrada A6.

## Oświata
Szkoły i przedszkola:
- Szkoła Podstawowa nr 59 im. Bolesława Krzywoustego
- Szkoła Podstawowa nr 74 im. Stanisława Grońskiego
- Przedszkole Publiczne nr 8 „Muzyczna Ósemka”

## Sport
- Osiedlowy Klub Sportowy „Prawobrzeże”
- Hala sportowa przy zespole szkół
- Szczecińskie Centrum Tenisowe

## Wspólnoty religijne
- Kościół pw. św. Stanisława BM
- Kościół pw. Chrystusa Dobrego Pasterza

## Ochrona przyrody
- rezerwat przyrody „Bukowe Zdroje”
- Szczeciński Park Krajobrazowy „Puszcza Bukowa”
- pomnik przyrody „Dęby Bolesława Krzywoustego”, dwa dęby szypułkowe (Quercus robur) o obw. 633 cm i 696 cm, wys. 20 m
- pomnik przyrody „Buk im. Wojciecha Lipniackiego”, buk zwyczajny (Fagus silvatica) o obw. 460 cm i wys. 32 m
- Park Leśny Klęskowo

## Turystyka

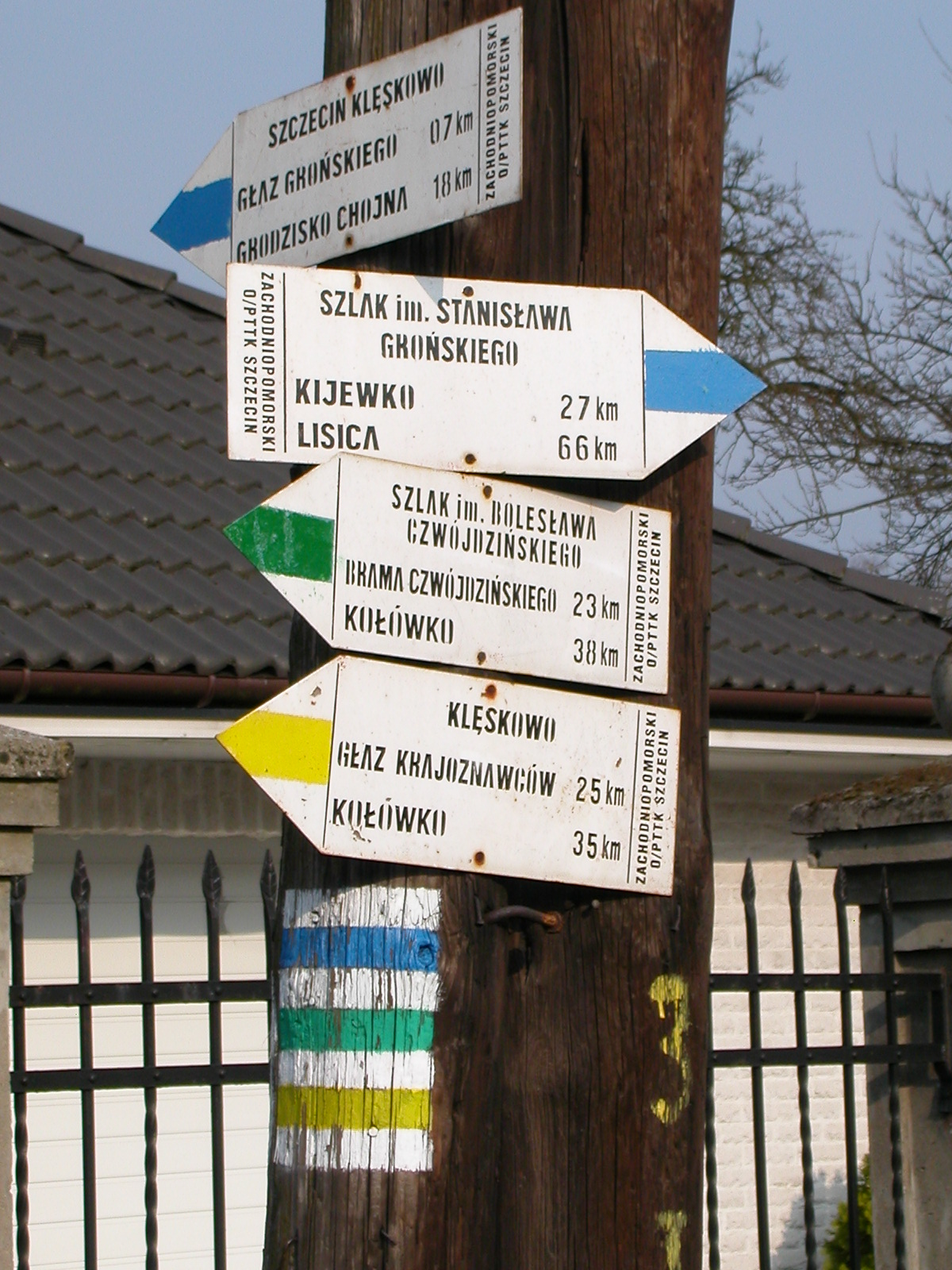
Węzeł znakowanych szlaków turystycznych przy Dębach Bolesława Krzywoustego

- Szkolne Schronisko Młodzieżowe nr 4 (przy zespole szkół i hali sportowej), ul. Seledynowa 50,
- Węzły znakowanych szlaków turystycznych –
  - Pętla autobusowa:
    -   Szlak przez Słupi Głaz im. Wojciecha Lipniackiego
    -   Szlak Górski na Bukowiec

  - Dęby Bolesława Krzywoustego:
    -  Szlak im. Stanisława Grońskiego
    -   Szlak im. Bolesława Czwójdzińskiego
    -   Szlak im. Bolesława Krzywoustego